# Bouge

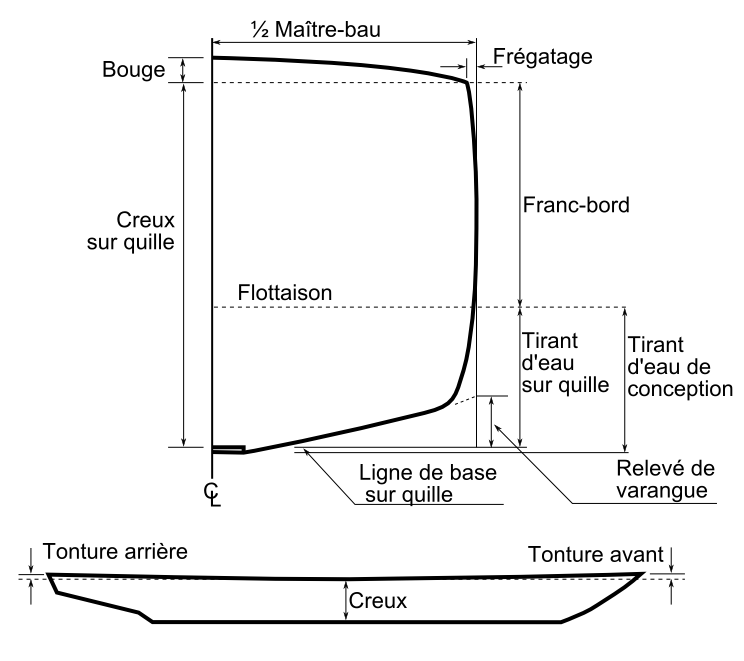
Mesure du bouge sur une coupe au maître.

Pour les articles homonymes, voir Bouge (homonymie) et Cambrure (homonymie).

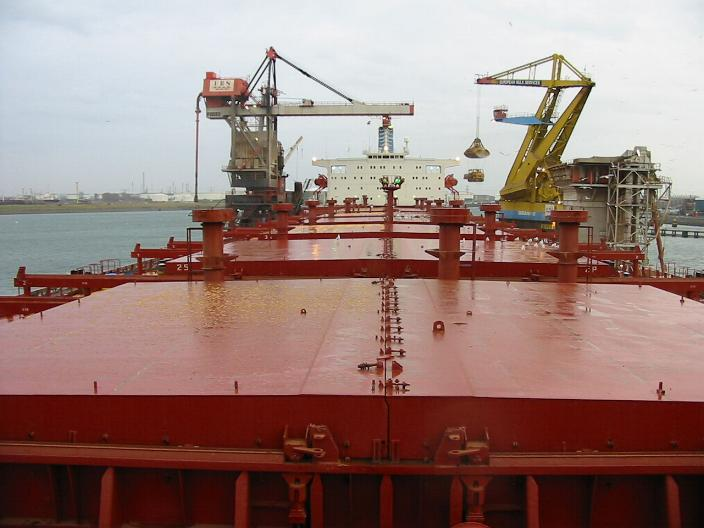
Le bouge du vraquier
Zaira est visible à l'inclinaison des panneaux de cale.

Le bouge d'un bateau désigne la courbure transversale du pont ; la courbure longitudinale est appelée tonture. Il se mesure par la différence de hauteur entre le point le plus haut du pont et le point le plus bas au niveau du maître-bau. On parle parfois de cambrure, bien qu'il s'agisse d'un anglicisme formé à partir de camber.
La plupart des navires possède un bouge positif, ce qui signifie que les flancs du navire sont situés plus bas que le centre, afin que l'eau puisse s'évacuer facilement.